# Понгола
Понгола (енгл. Pongola; зул. oPhongolo) је град у Јужноафричкој Републици у покрајини Квазулу-Натал, на левој обали реке Понголо и у подножју планина Лебомбо. По подацима из 2011. године у граду је живело 1.403 становника. 

## Привреда
Град се налази у јединственом и мирном субтропском окружењу. Има више од 50 km² плантажа шећерне трске и суптропских плантажа воћа. Током депресивних година 1930-их, у Понголи су започети огромни системи за наводњавање. Град се развијао као резултат канала за наводњавање и система за производњу шећера. Данас је део месне општине уПонголо - једне је од пет локалних општина које чине дистрикт Зулуланд. Брана Понголапорт на реци Понголо и Резерват игре Понгола је у исочном делу града. Понголапорт је једина брана у Јужној Африци на којој можете ухватити афричку тиграсту рибу (породица Alestidæ). Понгола је окружена ловачким домовима. Неки су специјализовани за билтонг лов (домаћи), а други за трофејни лов (међународни). У околини Понголе се налази фарма Тугамска игра, најстарија фарма дивљачи у том региону.

## Образовање
Међу бројним просветним установама, најпознатије су Понгола Академија, Дингуквази виша школа и Ланга средња школа, које су водеће школе у Понголи по стопи уписа на високообразовне студије.